# Sardis (Georgia)
Sardis – miasto w Stanach Zjednoczonych, w stanie Georgia, w hrabstwie Burke.